# Rineloricaria
Rineloricaria ist eine Gattung aus der Familie der Harnischwelse (Loricariidae) und wird als ursprünglichste Gruppe in der Unterfamilie Loricariinae angesehen. Die Gattung umfasst 63 Arten, die in weiten Teilen Südamerikas verbreitet sind. (Stand: Juli 2016)
Bei allen Angehörigen der Gattung sind die Ober- und die Unterlippe gleichmäßig entwickelt und mit Knötchen besetzt. Die Barteln sind nur wenig länger als der Augendurchmesser. Charakteristisch sind vor allem die langen Schwanzfilamente, die ihnen den englischen Trivialnamen Whiptail catfishes eingebracht haben.

## Arten
Die Gattung Rineloricaria umfasst 63 Arten. (Stand: Juli 2016)
- Rineloricaria aequalicuspis Reis & Cardoso, 2001
- Rineloricaria altipinnis (Breder, 1925)
- Rineloricaria anhaguapitan Ghazzi, 2008
- Rineloricaria anitae Ghazzi, 2008
- Rineloricaria aurata (Knaack, 2003)
- Rineloricaria baliola Rodriguez & Reis, 2008
- Rineloricaria beni (Pearson, 1924)
- Rineloricaria cacerensis (Miranda Ribeiro, 1912)
- Rineloricaria cadeae (Hensel, 1868)
- Rineloricaria capitonia Ghazzi, 2008
- Rineloricaria caracasensis (Bleeker, 1862)
- Weißdorn-Harnischwels – Rineloricaria castroi Isbrücker & Nijssen, 1984
- Rineloricaria catamarcensis (Berg, 1895)
- Rineloricaria cubataonis (Steindachner, 1907)
- Rineloricaria daraha Rapp Py-Daniel & Fichberg, 2008
- Rineloricaria eigenmanni (Pellegrin, 1908)
- Hexenwels – Rineloricaria fallax (Steindachner, 1915)
- Rineloricaria felipponei (Fowler, 1943)
- Schmuck-Gertenwels – Rineloricaria formosa Isbrücker & Nijssen, 1979
- Hasemans Hexenwels – Rineloricaria hasemani Isbrücker & Nijssen, 1979
- Rineloricaria henselii (Steindachner, 1907)
- Rineloricaria heteroptera Isbrücker & Nijssen, 1976
- Rineloricaria hoehnei (Miranda Ribeiro, 1912)
- Rineloricaria isaaci Rodriguez & Miquelarena, 2008
- Rineloricaria jaraguensis (Steindachner, 1909)
- Rineloricaria jubata (Boulenger, 1902)
- Rineloricaria konopickyi (Steindachner, 1879)
- Rineloricaria kronei (Miranda Ribeiro, 1911)
- Lanzenharnischwels – Rineloricaria lanceolata (Günther, 1868)
- Rineloricaria langei Ingenito, Ghazzi, Duboc & Abilhoa, 2008
- Rineloricaria latirostris (Boulenger, 1900)
- Rineloricaria lima (Kner, 1853)
- Rineloricaria longicauda Reis, 1983
- Rineloricaria maacki Ingenito, Ghazzi, Duboc & Abilhoa, 2008
- Rineloricaria magdalenae (Steindachner, 1879)
- Rineloricaria malabarbai Rodriguez & Reis, 2008
- Rineloricaria maquinensis Reis & Cardoso, 2001
- Rineloricaria melini (Schindler, 1959)
- Gebänderter Harnischwels – Rineloricaria microlepidogaster (Regan, 1904)
- Rineloricaria microlepidota (Steindachner, 1907)
- Rineloricaria misionera Rodríguez & Miquelarena, 2005
- Gelber Harnischwels – Rineloricaria morrowi Fowler, 1940
- Schwarzschwanz-Hexenwels – Rineloricaria nigricauda (Regan, 1904)
- Rineloricaria osvaldoi Fichberg & Chamon, 2008
- Rineloricaria pareiacantha (Fowler, 1943)
- Rineloricaria parva (Boulenger, 1895)
- Rineloricaria pentamaculata Langeani & de Araujo, 1994
- Rineloricaria phoxocephala (Eigenmann & Eigenmann, 1889)
- Rineloricaria platyura (Müller & Troschel, 1849)
- Rineloricaria quadrensis Reis, 1983
- Rineloricaria reisi Ghazzi, 2008
- Rineloricaria sanga Ghazzi, 2008
- Rineloricaria setepovos Ghazzi, 2008
- Rineloricaria sneiderni (Fowler, 1944)
- Rineloricaria steindachneri (Regan, 1904)
- Rineloricaria stellata Ghazzi, 2008
- Rineloricaria stewarti (Eigenmann, 1909)
- Rineloricaria strigilata (Hensel, 1868)
- Augenflecken-Harnischwels – Rineloricaria teffeana (Steindachner, 1879)
- Rineloricaria thrissoceps (Fowler, 1943)
- Rineloricaria tropeira Ghazzi, 2008
- Rineloricaria wolfei Fowler, 1940
- Rineloricaria zaina Ghazzi, 2008